# Флаг Южно-Курильского городского округа
Флаг муниципального образования «Ю́жно-Кури́льский городской округ» Сахалинской области Российской Федерации.
Был утверждён 13 ноября 2002 года как флаг муниципального образования «Южно-Курильский район» (после муниципальной реформы — муниципальное образование «Южно-Курильский городской округ») и внесён в Государственный геральдический регистр Российской Федерации с присвоением регистрационного номера 1126.
26 апреля 2006 года, решением Южно-Курильского районного Собрания № 96, было утверждено новое положение о флаге муниципального образования «Южно-Курильский район».
Составлен на основании герба муниципального образования «Южно-Курильский район» по правилам и соответствующим традициям геральдики и отражает исторические, культурные, социально-экономические, национальные и иные местные традиции.

## Описание флага
Представляет собой прямоугольное полотнище с соотношением ширины к длине 2:3, разделённое по горизонтали на две неравные полосы: верхнюю белую в 1/3 флага, воспроизводящую в центре чёрную гору с кратером, из-за которой выходят расширяющиеся красные лучи, и нижнюю синюю в 2/3 флага, накрытую жёлтой сетью, поверх которой две белые рыбы, из них верхняя обращена вправо.

## Обоснование символики
Южно-Курильский район расположен на архипелаге вулканических островов. Каждый остров — вулкан, фрагмент вулкана или цепочка вулканов, слившихся подножиями. Один из них — вулкан Тятя на острове Кунашир, изображённый на флаге как главная достопримечательность района.
Красный цвет символизирует мужество, красоту, жизнь.
Красные лучи восходящего солнца показывают, что жители района одними из первых встречают рассвет на территории нашей страны.
Жёлтый цвет (золото) символизирует прочность, богатство, величие, интеллект, прозрение.
Жёлтая сеть и белые рыбы говорят о том, что ведущей отраслью хозяйства района является рыбная ловля и переработка морепродуктов.
Сеть с поплавками отражает также и приграничное расположение островов — здесь она служит как бы преградой, кордоном.
Синий цвет символизирует честь, добродетель; аллегорически — Тихий океан и Охотское море, омывающие острова.
Белый цвет (серебро) символизирует чистоту, мудрость, благородство, мир, взаимосотрудничество.